# Sattelgrund (Tettau)
Sattelgrund ist ein Gemeindeteil des Marktes Tettau im Landkreis Kronach (Oberfranken, Bayern).

## Geographie
Das Dorf liegt im tief eingeschnittenen Tal der Tettau direkt an der thüringischen Grenze und ist allseits von Wald umgeben. Im Westen grenzt das Naturschutzgebiet Tettautal und Sattelgrund an. Die Staatsstraße 2201 führt nach Alexanderhütte (1,5 km nördlich) bzw. über Sattelgrund nach Schauberg (4,3 km südlich).

## Geschichte
Gegen Ende des 18. Jahrhunderts gab es nur einen Ort, der Sattelgrund hieß. Dieser gehörte zur Realgemeinde Tettau. Das Hochgericht übte das bayreuthische Amt Lauenstein aus. Die Grundherrschaft über die 6 Anwesen (5 Häuser, 1 Mahl- und Ölmühle) hatte das Kastenamt Lauenstein.
Von 1797 bis 1808 unterstand der Ort dem Justiz- und Kammeramt Lauenstein. Mit dem Gemeindeedikt wurde Sattelgrund dem 1808 gebildeten Steuerdistrikt Langenau und der 1818 gebildeten Ruralgemeinde Tettau zugewiesen.

### Einwohnerentwicklung
| Jahr      | 001818 | 001861 | 001871 | 001885 | 001900 | 001925 | 001950 | 001961 | 001970 | 001987 |
| Einwohner | *      | 41     | 46     | 39     | 53     | 69     | 63     | 61     | 59     | 49     |
| Häuser    | *      |        |        | 9      | 7      | 8      | 11     | 13     |        | 17     |
| Quelle    | [ 5 ]  | [ 7 ]  | [ 8 ]  | [ 9 ]  | [ 10 ] | [ 11 ] | [ 12 ] | [ 13 ] | [ 14 ] | [ 1 ]  |

## Religion
Der Ort ist evangelisch-lutherisch geprägt und nach St. Christophorus (Langenau) gepfarrt.